# Pilisense flórajárás
A Pilisense a Dunántúli-középhegységet felölelő Bakonyicum flóravidék északi részének egyik flórajárása. Északi, természetes határa a Duna és egyúttal a közép-dunai flóraválasztó vonal, északkeleten pedig a Visegrádi-hegységgel határos. Ez utóbbi határt az teszi különösen markánssá, hogy a Pilisense flórajárás valamennyi tájegységét karbonátos kőzetek építik fel, a Visegrádi-hegység viszont (miocén korú) andezit rétegvulkáni összlet. A Visegradense flórajárás–Pilisense flórajárás vonalát tovább délnyugatnak a Vesprimense flórajárás folytatja, és a Balatonicum flórajárás zárja le. A Pilisense flórajárástól nyugatra az Eupannonicum flóravidék Arrabonicum flórajárását, délkeletre ugyanezen flóravidék Colocense flórajárását találjuk.
A flórajárás négy tájegysége a Budai-hegység, a névadó Pilis, a Gerecse és a Tétényi-fennsík. A Pilisense a Visegradense flórajáráshoz hasonlóan átmeneti terület, annyi különbséggel, hogy ez uralkodóan karbonátos kőzetekből (a mészkő és dolomit különböző típusaiból) áll. A terület egy részét fiatal törmelékes üledékes kőzetek (hárshegyi homokkő, kiscelli agyag) borítják.
Itt vonható meg több lágyszárú faj összefüggő elterjedésének északi határa. Ezek a fajok, mint például:
- szirtőr (Hornungia petraea),
- délvidéki árvalányhaj (Stipa eriocaulis)
- deres csenkesz (Festuca pallens)

az Északi-középhegységben már csak szigetszerű foltokban nőnek.

## Ritkább fajok
A kőzettani változatosságnak, valamint a dolomit- és a homoki flóra találkozásának köszönhetően a terület növényzete rendkívül gazdag annak ellenére, hogy maguk a hegyek alacsonyak.
- Sziklai reliktum fajok:
  - hegyi tarsóka (Thlaspi montanum) –  hazánkban csak itt található;
  - sárga habszegfű (Silene flavescens).

- Homoki fajok sziklai menedékállományai:
  - csikófark (Ephedra sp.),
  - homoki ternye (Alyssum tortuosum),
  - szürke poloskamag (Corispermum canescens),
  - kék szamárkenyér (Echinops ritro subsp. ruthenicus) stb.

## Növénytársulások

### Zonális erdőtársulások
- cseres–tölgyes,
- gyertyános–tölgyes (Carici pilosae-Carpinetum),
- bükkösök (kevés).

### Meleg déli lejtők növénytársulásai
Főként a dolomiton igen nagy területet foglalnak el:
- A dolomit sziklagyep ritka növényei:
  - deres csenkesz (Festuca pallens),
  - ezüstvirág (Paronychia cephalotes),
  - pilisi len (Linum dolomiticum) – endemikus faj,
  - magyar gurgolya (Seseli leucospermum) – endemikus faj.

- A dolomit lejtősztyepp ritka növényei:
  - budai nyúlfarkfű (Sesleria sadleriana) – endemikus faj.

- A karszt-bokorerdők ritka növényei:
  - cserszömörce (Cotinus coggygria).

- Molyhos tölgyesek.

### Hűvös északi lejtők növénytársulásai
- hársas törmeléklejtő-erdő (Mercuriali-Tilietum),
- elegyes karszterdő.

Ezek a növénytársulások mozaikosan jelennek meg, és számos ritka faj élőhelyei. Ilyen például a szürke bogáncs (Carduus glaucinus).
További, jellemző társulás a mészkedvelő tölgyes, viszont a Budai-hegységben, a Nagy-Hárs-hegy tetejét borító homokkövön mészkerülő tölgyes nő.

## Gerecse
Egyes, a Keszthelyi-fennsíktól a Vértes nyugati részéig elterjedt és jellemző fajok:
- magyar varfű (Knautia drymeia)
- kőtörő aszúszegfű (Petrorhagia saxifraga)
- átnőtt levelű őzsaláta (Smyrnium perfoliatum)
- bozontos csukóka (Scutellaria columnae)

megtalálhatók még a Gerecsében is, ám kelet felé csökkenő gyakorisággal. Ezek a növények előfordulnak a Visegrádi-hegységben, a Pilisben, a Budai-hegységben, sőt, az Északi-középhegység egyes részein is, ám ezeken a tájegységeken állományaik már szórványosak, szigetszerűek: összefüggő elterjedési területük a Gerecsében végződik.
Némelyik ilyen faj, mint a medvehagyma (Allium ursinum) már a Budai-hegységben sem található meg biztosan, a bókoló keltike (Corydalis intermedia) elterjedési területe pedig a Pilisben végződik; már a Visegrádi-hegységbe sem lép át.
A Dunántúli-középhegység keleti felén szokásos fajok közül a déli Gerecse dolomitlejtőin még szép számmal előfordul a sulyoktáska (Aethionema saxatile), de se a Budai, se a Visegrádi-hegységbe nem lép át.
Más fajok:
- méregölő sisakvirág (Aconitum anthora)
- márványos kövirózsa (Sempervivum marmoreum)
- szirti gyöngyvessző (sziklai gyöngyvessző, Spiraea media)
- magyar bogáncs (Carduus collinus)

összefüggő elterjedési területének a Nyugat-Gerecse a déli határvidéke (ezek már a hegység keleti felén sem nőnek).